# 1845 w polityce
Wydarzenia polityczne w 1845 roku.
- 29 grudnia - Kongres Stanów Zjednoczonych zaakceptował Konstytucję Stanu Teksas, przyjmując Teksas jako 28 stan do Unii[1].

## Zmarli
- Stanisław Grabowski, minister[2].